# Kjell Søbak
Kjell Søbak (Bodø, 21 de junio de 1957) es un deportista noruego que compitió en biatlón.
Participó en los Juegos Olímpicos de Sarajevo 1984, obteniendo una medalla de plata en la prueba por relevos. Ganó dos medallas en el Campeonato Mundial de Biatlón, plata en 1982 y bronce en 1983.

## Palmarés internacional
| Juegos Olímpicos   | Juegos Olímpicos      | Juegos Olímpicos  | Juegos Olímpicos |
| Año                | Lugar                 | Medalla           | Prueba           |
| ------------------ | --------------------- | ----------------- | ---------------- |
| 1984               | Sarajevo (Yugoslavia) | Medalla de plata  | Relevos          |
| Campeonato Mundial |                       |                   |                  |
| Año                | Lugar                 | Medalla           | Prueba           |
| 1982               | Minsk (URSS)          | Medalla de plata  | Relevos          |
| 1983               | Antholz (Italia)      | Medalla de bronce | Relevos          |